# .hack
 (novembre 2018).
Si vous disposez d'ouvrages ou d'articles de référence ou si vous connaissez des sites web de qualité traitant du thème abordé ici, merci de compléter l'article en donnant les références utiles à sa vérifiabilité et en les liant à la section « Notes et références ».
.hack (ドットハック, Dotto Hakku), également intitulé Project .hack dans une première phase, et .hack Conglomerate en tant que nom de production, est un univers de fiction japonais créé par CyberConnect2 et publié par Bandai. Cet univers a été adapté en jeux vidéo, manga, anime, cartes de jeu.

Logo du Projet .hack.

L'histoire est découpée dans chacun de ces formats, il faut donc tout posséder pour pouvoir connaître toute l'histoire.

## Histoire
Le 24 décembre 2005 survient un évènement tragique surnommé Pluto's kiss : ce jour-là, tous les ordinateurs connectés à internet tombent en panne simultanément dans le monde entier. De plus, tous les systèmes de contrôle du réseau s'effondrent.
Le réseau n'a pu être remis partiellement en fonction que 77 minutes plus tard.

## Chronologie
2002
- .hack//Al Buster

2003
- .hack//ZERO

2005
- .hack//SIGN
- .hack//Intermezzo
- .hack//Unison
- .hack//GIFT
- .hack//Legend of the Twilight
- .hack//Roots

2006
- .hack//Alcor

2007
- .hack//ANOTHER BIRTH
- .hack//G.U.
- .hack//G.U. Returner
- .hack//CELL

2009
- .hack//Link

2011
- .hack//Quantum

2012
- .hack//Versus: The Thanatos Report
- .hack//Sekai no Mukou Ni

2017
- .hack//G.U. Last Recode

## Lexique

### Altimit OS
Créé par CyberConnect Corporation, ce système d'exploitation est l'un des rares survivants du « Pluto's Kiss ». À la suite de cet événement, il bénéficie de larges fonds gouvernementaux pour son développement et devient un standard "mondial" (c'est d'ailleurs sous ce système que tourne le jeu the world).
Altimit OS est un système d'exploitation "universel" : il est aussi disponible pour les ordinateurs, PDA, téléphones portables, etc.

### CyberConnect Corporation
Cette société a produit le jeu The World et s'occupe de son administration.
Elle a également créé le système d'exploitation Altimit OS. Son siège se trouve à San Francisco (Californie).
Elle a été fondée par le projet de développement du prototype The Fragment (ancêtre du jeu actuel), dont font partie certains programmeurs de l'Altimit OS.

### Pluto's Kiss
Pluto's Kiss est le nom donné aux évènements du 25 décembre 2005, lorsque tous les ordinateurs reliés à internet crashèrent simultanément.
L'auteur du/des virus responsable(s) serait un collégien de 10 ans qui vivait à San Francisco (Californie). Son identité étant inconnue du public, il est impossible de savoir s’il/elle a réussi à prendre la fuite ou s'il/elle fut arrêté.

### The World
The World est un jeu massivement multijoueur (MMORPG) dans et autour duquel se déroule les aventures de .hack
Le jeu repose sur un système de réalité virtuelle : le joueur est immergé dans l'univers du jeu à l'aide d'un casque (les actions s'effectuant toutefois avec une manette de jeu)
The World est une évolution d'un jeu prototype nommé The Fragment.
Initialement sorti en décembre 2007, produit par la CyberConnect Corporation, il s'agit du premier jeu en ligne à paraître après la catastrophe due au Pluto's Kiss.
- 2007 : 12 millions de joueurs (source)

En 2020, il est utilisé par plus de 20 millions de joueurs.

### The Twilight Incident
The Twilight Incident se rapporte à l'évènement suivant : un jour, des dizaines de joueurs tombent soudainement dans le coma pendant qu'ils jouaient à The World.

## Détail des œuvres

### Séries télévisées
- 2002 : .hack//SIGN (26 épisodes)
- 2003 : .hack//Legend of the Twilight (12 épisodes) - Il raconte la même histoire que le manga du même nom mais diverge un peu sur certains points de l'histoire.
- 2006 : .hack//Roots (26 épisodes)

### OAV
- 2002 : .hack//Liminality - Composé de 4 OAV, une fournie avec chaque jeu vidéo.
- 2003 : .hack//Intermezzo - Histoire parallèle à .hack//SIGN sur Mimiru, parfois considéré comme l'épisode 27 de .hack//SIGN.
- 2003 : .hack//Unison - Considéré comme l'épisode 28 de .hack//SIGN.
- 2003 : .hack//GIFT - Épisode délire auto-satirique de .hack//SIGN, parfois considéré comme l'épisode 29 de cette série (fourni en Europe avec .hack//Quarantine).
- 2006 : .hack//G.U. Returner - OAV qui suit l'histoire du manga .hack//Roots et se situe après les évènements de .hack//G.U.. Considéré comme le « dernier épisode » de la série.
- 2011 : .hack//Quantum

### Film
- 2008 : .hack//G.U. : Trilogy - Sorti au Japon depuis mars 2008 et en France depuis octobre 2008. Le film raconte en simplifiant énormément les évènements se passant dans le jeu .hack//G.U..
- 2012 : .hack//Sekai no Mukou Ni - Sorti au Japon depuis le 21 janvier 2012 au cinéma, il sert de "conclusion" à la saga .Hack//, les événements se déroulent après .Hack//Quantum. Ce film d'animation est entièrement réalisé en 3D.

### Mangas
- 2002 : .hack//Legend of the Twilight, par Tatsuya Hamazaki et Rei Izumi, édité en France par Génération Comics ;
- parus dans le nouveau magazine .hack//GU The World lancé alors[Quand ?] :
  - .hack//GnU, par Azuka Kawa et Takashi Tanegashima[Quand ?] ;
  - et en 2006 :
    - .hack//G.U.+, par Hamazaki Tatsuya et Morita Yuzuka ;
    - .hack//XXXX, par Kikuya Megane et Matsuyama Hiroshi.

### Romans et nouvelles
- 2002 : .hack//AI buster
- 2005 : .hack//AI buster 2

Ces deux nouvelles racontent ce qui se passe avant .hack//SIGN.
- 2003 : .hack//ZERO - Cette nouvelle raconte ce qui se passe entre l'épisode 26 de .hack//SIGN et le début du 1er jeu PlayStation 2, .hack//Infection.
- 2004 : .hack//Another Birth - Mise en nouvelle des jeux .hack, du point de vue de BlackRose, s'étendant sur 4 tomes.

### Jeux vidéo
- 2002 - 2003 : .hack//Games / .hack//IMOQ :
  - 2002 : .hack//Infection - Ce jeu a été fourni avec l'OAV 1 de .hack//Liminality : In the case of Mai Minase ;
  - 2002 : .hack//Mutation - Ce jeu a été fourni avec l'OAV 2 de .hack//Liminality : In the case of Yuki Aihara ;
  - 2002 : .hack//Outbreak - Ce jeu a été fourni avec l'OAV 3 de .hack//Liminality : In the case of Kyoko Tohno ;
  - 2003 : .hack//Quarantine - Ce jeu a été fourni avec l'OAV 4 de .hack//Liminality : Trismegistus
- 2005 : .hack//fragment (MMORPG) - Sorti uniquement au Japon
- 2006 : .hack//G.U. Vol.1//Rebirth - Sorti uniquement au Japon et en Amérique
- 2007 : .hack//G.U. Vol.2//Reminisce - Sorti uniquement au Japon et en Amérique
- 2007 : .hack//G.U. Vol.3//Redemption - Sorti uniquement au Japon et en Amérique
- 2012 : .hack//Versus - Sorti uniquement au Japon
- 2017 : .hack//G.U. Last Recode, remake PS4 des 3 jeux .hack//G.U.

### Jeux de cartes à collectionner
- 2003 : .hack//ENEMY - Édité par Decipher, conçu par Mike Reynolds et Chuck Kallenbach. Pour deux joueurs et une durée de 30 minutes.

### Bande son
「.hack//」
- 「.hack//GAME MUSIC Perfect Collection」

「.hack // SIGN 」 single
- 「Obsession」
- 「ORIGINAL SOUND & SONG TRACK 1」
- 「ORIGINAL SOUND & SONG TRACK 2」
- 「.hack// EXTRA　SOUNDTRACKS」

「.hack//Tasogare no udewa no densetsu」
- 「NEW WORLD」single
- 「Emerald Green」single
- ORIGINAL SOUNDTRACK
- Character Song & Story

「.hack//Liminality」
- 「edge」
- 「がいた」
- 「ORIGINAL SOUNDTRACK」